# Sente Sentjens
Sente Sentjens (* 2. September 2005 in Neerpelt) ist ein belgischer Radrennfahrer, der auf der Straße aktiv ist.

## Sportlicher Werdegang
Bereits als Junior machte Sentjens durch eine Vielzahl von Erfolgen auf sich aufmerksam, dabei zeigte er sich als vielseitiger Fahrer, der sowohl im Sprint, bei Klassikern als auch im Einzelzeitfahren erfolgreich war. Neben verschiedenen siegreichen Rennen gewann er bei den Straßenradsport-Europameisterschaften 2023 die Bronzemedaille im Einzelzeitfahren der Junioren.  
Zur Saison 2024 wurde Sentjens Mitglied bei Alpecin-Deceuninck, um nach einer Saison im Development Team zur Saison 2025 in das UCI WorldTeam aufzusteigen. Bereits im ersten Jahr in der U23 errang er bei den nationalen Meisterschaften den U23-Titel im Straßenrennen. Seinen ersten internationalen Sieg erzielte er mit dem Gewinn des Grand Prix Pino Cerami 2024. Entgegen der ursprünglichen Planung verbleibt Sentjens aber zunächst im Development Team von Alpecin-Deceuninck. 

## Familie
Sente Sentjens ist der Sohn des ehemaligen Radrennfahrers Roy Sentjens.

## Erfolge
2022
- Kuurne–Brüssel–Kuurne (Junioren)

2023
- Junioren-Europameisterschaften – Einzelzeitfahren
- eine Etappe Guido Reybrouck Classic
- E3 Saxo Bank Classic (Junioren)
- Gesamtwertung, zwei Etappen und Punktewertung Tour de Gironde
- eine Etappe Trophée Centre Morbihan
- eine Etappe und Punktewertung Sint-Martinusprijs Kontich
- Gesamtwertung und Mannschaftszeitfahren Vuelta Junior a la Ribera del Duero

2024
- Belgischer U23-Meister – Straßenrennen
- Grand Prix Pino Cerami